# Связность (дифференциальная геометрия)
Связность — структура на гладком расслоении, состоящая в выборе «горизонтального направления» в каждой точке пространства расслоения.
Точнее: Пусть дано гладкое расслоение {\displaystyle \pi :E\to B}, связность есть подрасслоение {\displaystyle R} касательного расслоения {\displaystyle TE} над {\displaystyle E}, такое что для каждой точки {\displaystyle x\in E} проекция
{\displaystyle d_{x}\pi (R_{x})=T_{\pi (x)}B}
здесь {\displaystyle d_{x}\pi } обозначает дифференциал {\displaystyle \pi } в точке {\displaystyle x}.
Связность позволяет дифференцировать сечения расслоения по направлению.
Связность позволяет определить параллельное сечение вдоль кривой в базе расслоения. В частности связность позволяет построить каноническую тривиализацию расслоения над кривой (не имеющей самопересечений), однако построить для расслоения над многообразием каноническую тривиализацию в некоторой окрестности возможно тогда и только тогда, когда там равен нулю тензор кривизны заданной связности. На физическом языке в терминах пространства-времени это говорит, что можно ввести локально лоренцеву систему отсчёта вдоль произвольной несамопересекающейся кривой, но невозможно в окрестности точки, если тензор кривизны этой окрестности отличен от нуля.
Название связность происходит от того, что посредством неё связываются касательные пространства в разных точках многообразия. Именно связность организовывает структуру касательного расслоения. Проще говоря, связность позволяет переносить геометрические объекты из одной точки многообразия в другую и необходима для сравнения объектов в разных точках многообразия.

## Типы связностей
- Аффинная связность — линейная связность на касательном расслоении многообразия.

- Связность Леви-Чивиты — аффинная связность с нулевым кручением на римановом (или псевдоримановом) многообразии {\displaystyle M}, относительно которой метрический тензор ковариантно постоянен.